# Indicele inegalității de gen
Indicele Inegalității de Gen (IIG, Gender Inequality Index în engleză) este o nouă măsură comparativă a inegalității dintre genuri, introdusă de către Programul Națiunilor Unite pentru Dezvoltare (PNUD) și publicată pentru prima dată în Raportului Dezvoltării Umane (ediția 2010).